# Degtiàrnoie
Degtiàrnoie - Дегтярное (rus) - és un poble de l'óblast de Bélgorod, a Rússia. El 2010 tenia 395 habitants. Pertany al districte (raion) de Véidelevka.